# إذاعة برلين العربية
إذاعة برلين العربية أُنشئت في برلين أثناء الحرب العالمية الثانية.
وهي إذاعة موجّهة إلى الشعب العربي، تأسست قبل وأثناء الحرب العالمية الثانية، ولقد بذلت ألمانيا جهودا كثيرة لأجل كسب قلوب وعقول المسلمين، ومن أجل جذب المستمعين العرب لمحطة إذاعة برلين فقد طلب المذيع يونس بحري من وزير الدعاية السياسية باول يوزف غوبلز أن يوافق على بث آيات من القرآن في بداية إرسال الإذاعة، فتردد غوبلز لكنه أوصل المقترح إلى هتلر؛ الذي وافق عليه بعد أن شرح له يونس بحري أن بث القرآن الكريم سيجذب انتباه المستمعين العرب إلى إذاعة برلين، وترك الاستماع إلى إذاعة (BBC) البريطانية والتي كانت لا تذيع القرآن، فكسبت إذاعة برلين انتباه جمهور المسلمين وأصبحت المفضلة عند العرب، وبعد فترة أحست بريطانيا بذلك فبدأت إذاعة (BBC) ببث آيات من القرآن الكريم أيضاW. 
ساهم يونس بحري في نجاح محطة إذاعة برلين لما يمتلكه من خبرة سابقة له في إدارة محطة قصر الزهور في بغداد والتي أنشأها الملك غازي، ثم هرب يونس بحري من العراق بعد مقتل الملك غازي إلى ألمانيا وكان ذلك بمساعدة القنصل الألماني وعمل في المحطة حتى سقوط ألمانيا النازية وألّف عدة كتب عنها وكان يفتتح خطاباته بجملة (هنا برلين، حي العرب)، ولقد هاجم الإنكليز في خطاباته من إذاعة برلين فوصفته الوثائق البريطانية بأنه رجل متجرّد من المبادئ.

## فريق عملها
- رشيد عالي الكيلاني
- يونس بحري نشر كتاب من ثمانية أجزاء عما أذاعته إذاعة برلين العربية. بيروت[2]
- تقي الدين الهلالي

## مجلتها
صدر عنها مجلة «الجهير» ونشر عنها يونس بحري مقالاته.

## دورها التاريخي
شحنت المشاعر العربية للعرب أثناء الحرب العالمية الثانية.
ولا تجد واحد من رموز الحركات الوطنية والقومية العربية في ذلك الوقت إلا وذكرها في مذكراته.